# Rejon Gədəbəy
Rejon Gədəbəy (azer. Gədəbəy rayonu) – rejon w Azerbejdżanie. 